# George Olivier Toni
George Olivier Toni (* 27. Mai 1926 in São Paulo; † 25. März 2017 ebenda) war ein brasilianischer Fagottist, Komponist, Dirigent, Musikpädagoge und -wissenschaftler.
Toni studierte von 1947 bis 1950 an der Philosophischen Fakultät der Universidade de São Paulo. Parallel dazu studierte er Fagott bei José Carboni, Klavier bei Osvaldo de Vicenzo und Samuel A. dos Santos, Harmonielehre bei Martin Braunwieser, Dirigieren bei Mario Rossini, Komposition bei Mozart Camargo Guarnieri und Musiktheorie bei Hans-Joachim Koellreutter. 1947 gründete er das Orchester der Philosophischen Fakultät der Universität von São Paulo, 1951 wurde er Fagottist im städtischen Sinfonieorchester. 1955 gehörte er zu den Gründungsmitgliedern des Orquestra Sinfônica do Estado de São Paulo. Im Jahr 1956 gründete er das Orquestra de Câmara de São Paulo, zwölf Jahre später das Orquestra Sinfônica Jovem do Município de São Paulo. In beiden Orchestern fungierte er als Chefdirigent und künstlerischer Leiter. Von 1969 bis 1971 war er Koordinator und Lehrer an der ebenfalls von ihm gegründeten städtischen Musikschule.
Ab 1966 war Toni an der Vorbereitung der Gründung eines Kunstinstituts an der Universidade de São Paulo beteiligt. In dessen Rahmen gründete er 1970 die Abteilung für Musik, die er von 1972 bis 1987 leitete. 1995 gründete er das Sinfonieorchester der Universität und das Kammerorchester der Musikabteilung. Seine wissenschaftliche Arbeit begann 1974. Bei einer Expedition in die Bergbauregion Minas Gerais barg er Dokumente zur brasilianischen Musik der Kolonialzeit. Später gab er Vorlesungen zur Musikgeschichte der brasilianischen Kolonialzeit an der Escola de Comunicações e Artes der Universidade de São Paulo, und 1977 gründete er das Festival de Prados, dessen künstlerischer Leiter er wurde.
Das kompositorische Werk Tonis umfasst Kammer-, Orchester- und Vokalmusik sowie Werke für Soloinstrumente. Seine Três Variações para Orquestra (1963) und Canção de Amigo (1990) wurden in Deutschland uraufgeführt. Als Gastdirigent trat er u. a. mit dem Berliner Kammerorchester, dem Orquestra de Câmara da Costa Rica und dem Orquestra Sinfônica Nacional de Cuba auf, mit dem Orquestra de Câmara de São Paulo tourte er zwischen 1966 und 1970 durch Europa, Afrika und die USA und nahm zwei Alben mit Barockkompositionen aus Minas Gerais auf. Anfang der 1980er Jahre wurde er mit der Medalha Couto Magalhães ausgezeichnet.